# オトラント
オトラント（イタリア語: Otranto）はイタリアのプッリャ州レッチェ県にある人口約5,900人の基礎自治体（コムーネ）。サレント半島東岸に位置する港町で、イタリア最東端のコムーネである。
アドリア海の入口にあたるサレント半島とアルバニアとの間の海峡は、この町の名にちなみオトラント海峡と呼ばれる。

## 名称
標準イタリア語以外の言語では以下のような名を持つ。
- シチリア語サレント方言:  (it) : Utràntu
- グリコ語（英語版）サレント方言: Derentò
- 古代ギリシア語: Ὑδροῦς
- ラテン語: Hydruntum

先頭のOにアクセントがあるためオートラントとも表記される。

## 地理

### 位置・広がり
レッチェ県東部のコムーネで、市街の南東約5kmにあるパラシャ岬（オトラント岬 Capo d'Otranto の名でも知られる）がイタリアの最東端である。オトラント市街は県都レッチェの南東約35km、州都バーリの南東約175km、首都ローマの東南東約540kmに位置する。
東はアドリア海（オトラント海峡）に面しており、海峡の対岸はアルバニアである。オトラントはアルバニアのヴロラの西南西約92km、ギリシャのケルキラの西北西約135kmにあたる。
イタリア最東端の駅オトラント駅がある。

#### 隣接コムーネ
- カンノレ
- カルピニャーノ・サレンティーノ
- ジュルディニャーノ
- メレンドゥーニョ
- パルマリッジ
- サンタ・チェザーレア・テルメ
- ウッジャーノ・ラ・キエーザ

## 歴史
古代ローマ時代には街の谷あいに開けたHydrusという急流が出ていて、その名から来たHydruntumという名前で知られていた。東ローマ帝国とゴート人、その後のノルマン人（オートヴィル朝）、ズヴェヴィア家（ホーエンシュタウフェン朝）、アンジュー＝シチリア家（アンジュー朝）、アラゴン家（アラゴン連合王国）の統治の中心だった。
1480年にはオスマン帝国に占領され、市民が大量に殺戮された（オトラントの戦い）。この占領にはオスマン帝国によるイタリア征服の意図があったとされるが、1481年、スルタン・メフメト2世の急死でオスマン軍は撤退した。
その後、ナポリ王国がナポレオンにより征服され、オトラントに派遣されたジョゼフ・フーシェはオトラント公爵に任ぜられ、以降彼の子孫はこの称号を用い続けている。

## 文化・観光
「イタリアの最も美しい村」クラブ加盟コムーネである。
名所としては、カテドラーレ（Cattedrale di Otranto）、その中の1163年から1165年にかけて作られたモザイク、フリードリヒ2世に備えて強化された城、東ローマ時代のサン・ピエトロ教会、その側にはアリミーニ湖などがある。